# 卡本頓 (北卡羅萊納州)
卡本頓（英語：Carbonton）是位於美國北卡羅萊納州查塔姆縣的非建制地區。

## 歷史
卡本頓的郵局於1855年設立，其後於1941年停運。

## 地理
卡本頓所處的海拔為高於海平面77米（即253英呎），而該地所採用的時區為UTC-5，即北美东部时区（EST）。同時該地設有夏令時間，為UTC-5調快一小時，即UTC-4（EDT）。